# Wybory generalne w Meksyku w 2012 roku

Stany w który zwycięstwo odniósł Nieto zaznaczono kolorem zielonym, López Obrador na żółto, Vázquez Mota na niebiesko

Wybory generalne w Meksyku w 2012 roku odbyły się 1 lipca 2012 roku. W powszechnych wyborach na prezydenta kraju wystartowało czterech kandydatów. W wyborach wybrano ponadto 128 senatorów i 500 deputowanych federalnych.
Kandydatami lewicy na urząd prezydenta byli Enrique Peña Nieto z Partii Rewolucyno-Instycujonalnej i Andrés Manuel López Obrador z sytuującej się na lewo od PRI Partii Rewolucji Demokratycznej. Kandydatami prawicy była Josefina Vázquez Mota reprezentująca rządzącą Partie Akcji Narodowej i Gabriel Quadri z niewielkiej Partido Nueva Alianza. Wybory zakończyły się zwycięstwem Nieto, który uzyskał 38,21% ogółu głosów.